# Sebranice (Moravia meridionale)
Sebranice (in tedesco Sebranitz) è un comune della Repubblica Ceca facente parte del distretto di Blansko, in Moravia Meridionale.